# Negatív alapú számrendszer
A negatív alapú számrendszerek helyi értékes számjelölési rendszerek, ahol az alapszám negatív. Általában felteszik, hogy az alapszám −1-nél kisebb.
Ezekben a számrendszerekben is ábrázolható minden valós szám, ahogy a pozitív alapú számrendszerekben. A negatív számok előjel nélkül is ábrázolhatók, viszont a számok összehasonlítása és a műveletek bonyolultabbak lesznek. Az előjelről szóló információt a szám hossza tárolja; a negatív számok egy jeggyel hosszabbak az ellentettjüknél.
Hogy pozitív alapú megfelelőjüktől megkülönböztessék ezeket a számrendszereket, annak neve elé teszik a nega- előtagot. Például a −2 alapú számrendszer negabináris, a −3 alapú negaternáris, a −10 alapú negadecimális, és így tovább.

## Példa
Tekintsük a 12 243 ábrázolás jelentését, ahol az alap −10:
| {\displaystyle \scriptstyle b^{4}} többszörösei (10 000) | {\displaystyle \scriptstyle b^{3}} többszörösei (−1000) | {\displaystyle \scriptstyle b^{2}} többszörösei (100) | {\displaystyle \scriptstyle b^{1}} többszörösei (−10) | {\displaystyle \scriptstyle b^{0}} többszörösei (1) |
| 1                                                        | 2                                                       | 2                                                     | 4                                                     | 3                                                   |

Mivel 10 000 + (−2000) + 200 + (−40) + 3 = 8163, a negadecimális 12 243 jelentése 8163 a tízes számrendszerben.

## Története
Elsőként Vittorio Grünwald foglalkozott negatív számrendszerekkel a Giornale di Matematiche di Battaglini című művében, ami 1885-ben jelent meg. Grünwald algoritmusokat adott az összeadásra, kivonásra, szorzásra, osztásra, gyökvonásra, oszthatóság megállapítására és a más számrendszerre való áttérésre. Később egymástól függetlenül újrafelfedezte A. J. Kempner 1936-ban és Zdzisław Pawlak és A. Wakulicz 1959-ben.
Z. Pawlak és A. Lazarkiewicz elképzelései alapján a lengyel Matematikai Intézet Varsóban 1957 és 1959 között megépítette a BINEG nevű számítógépet, amely implementálta a negabináris számrendszert. Azóta a megvalósítások ritkák.

## Használata
Jelölje az alapot -r. Ekkor minden egész szám egyértelműen felírható, mint:
{\displaystyle a=\sum _{i=0}^{n}d_{i}(-r)^{i}}
ahol minden {\displaystyle \scriptstyle d_{i}} jegy egy 0 és {\displaystyle \scriptstyle r-1} közötti egész, és az első jegy pozitív, ha az n is pozitív. Ekkor az a egész -r alapú számrendszerben {\displaystyle \scriptstyle d_{n}d_{n-1}\ldots d_{1}d_{0}} alakú.
A negatív alapú számrendszerek összehasonlíthatók az előjeles jegyeket használó számrendszerekkel, köztük a kiegyensúlyozott hármas alapú számrendszerrel. Az előjeles jegyek lehetnek pozitívok vagy negatívak is, amit nyomokban több nyelvben is fellelhetünk. A kiegyensúlyozott hármas számrendszerben a számjegyek 0, 1 és -1; ezekkel a jegyekkel minden valós szám felírható.
Vannak számok, amelyek a -r alapú számrendszerben ugyanúgy néznek ki, mint az r alapú számrendszerben. Erre triviális példák a nem negatív egyjegyű számok. Kevésbé triviális a 107 a tízes és a negadecimális számrendszerben. Hasonlóan, a
{\displaystyle 17=2^{4}+2^{0}=(-2)^{4}+(-2)^{0},}
így 10001 a kettes számrendszerben, és 10001 a negabináris számrendszerben.
Negatív alapú számrendszerben a negatív számok páros, a pozitív számok páratlan hosszúak.
Néhány szám pozitív és a megfelelő negatív alapú számrendszerben:
| Decimális | Negadecimális | Bináris | Negabináris | Ternáris | Negaternáris |
| --------- | ------------- | ------- | ----------- | -------- | ------------ |
| −15       | 25            | −1111   | 110001      | −120     | 1220         |
| :         | :             | :       | :           | :        | :            |
| −5        | 15            | −101    | 1111        | −12      | 21           |
| −4        | 16            | −100    | 1100        | −11      | 22           |
| −3        | 17            | −11     | 1101        | −10      | 10           |
| −2        | 18            | −10     | 10          | −2       | 11           |
| −1        | 19            | −1      | 11          | −1       | 12           |
| 0         | 0             | 0       | 0           | 0        | 0            |
| 1         | 1             | 1       | 1           | 1        | 1            |
| 2         | 2             | 10      | 110         | 2        | 2            |
| 3         | 3             | 11      | 111         | 10       | 120          |
| 4         | 4             | 100     | 100         | 11       | 121          |
| 5         | 5             | 101     | 101         | 12       | 122          |
| 6         | 6             | 110     | 11010       | 20       | 110          |
| 7         | 7             | 111     | 11011       | 21       | 111          |
| 8         | 8             | 1000    | 11000       | 22       | 112          |
| 9         | 9             | 1001    | 11001       | 100      | 100          |
| 10        | 190           | 1010    | 11110       | 101      | 101          |
| 11        | 191           | 1011    | 11111       | 102      | 102          |
| 12        | 192           | 1100    | 11100       | 110      | 220          |
| 13        | 193           | 1101    | 11101       | 111      | 221          |
| 14        | 194           | 1110    | 10010       | 112      | 222          |
| 15        | 195           | 1111    | 10011       | 120      | 210          |
| 16        | 195           | 10000   | 10000       | 121      | 211          |
| 17        | 197           | 10001   | 10001       | 122      | 212          |

## Átváltás
Egy szám alakja a {\displaystyle \scriptstyle -r} alapú számrendszerben a pozitív számrendszerekhez hasonlóan, {\displaystyle \scriptstyle -r}-rel való sorozatos osztással áll elő. Ügyelnünk kell arra, hogy a maradékok nem negatívak, és a {\displaystyle \scriptstyle 0,1,\ldots r-1} számok közül kerülnek ki. Ezeket fordított sorrendben összefűzve kapjuk a szám ábrázolását. Vagyis, ha {\displaystyle \scriptstyle a/b=c}, és a maradék {\displaystyle d}, akkor {\displaystyle \scriptstyle bc+d=a}. Például:
{\displaystyle {\begin{aligned}146&~/~-3=&-48,&~{\mbox{marad}}~2\\-48&~/~-3=&16,&~{\mbox{marad}}~0\\16&~/~-3=&-5,&~{\mbox{marad}}~1\\-5&~/~-3=&2,&~{\mbox{marad}}~1\\2&~/~-3=&0,&~{\mbox{marad}}~2\\\end{aligned}}}
Tehát a 146 negaternáris számrendszerben 21 102.
A legtöbb programozási nyelvben a negatív számok osztási maradékát negatív előjellel képzik. Ekkor {\displaystyle \scriptstyle a=(-r)c+d=(-r)c+d-r+r=(-r)(c+1)+(d+r)}. Mivel {\displaystyle \scriptstyle |d|<r}, a pozitív maradék {\displaystyle \scriptstyle (d+r)}. Emiatt a programokban a hányadoshoz 1-et, a maradékhoz r-et kell hozzáadni.
Az implementáció Pythonban:
```
def
 
negaternary
(
i
):

    
digits
 
=
 
''

    
if
 
not
 
i
:

        
digits
 
=
 
'0'

    
else
:

        
while
 
i
 
!=
 
0
:

            
i
,
 
remainder
 
=
 
divmod
(
i
,
 
-
3
)

            
if
 
remainder
 
<
 
0
:

                
i
,
 
remainder
 
=
 
i
 
+
 
1
,
 
remainder
 
+
 
3

            
digits
 
=
 
str
(
remainder
)
+
 
digits

    
return
 
digits

```

C#-ban:
```
static
 
string
 
negaternary
(
int
 
value
)

{

	
string
 
result
 
=
 
string
.
Empty
;

	
while
 
(
value
 
!=
 
0
)

	
{

		
int
 
remainder
 
=
 
value
 
%
 
-
3
;

		
value
 
=
 
value
 
/
 
-
3
;

		
if
 
(
remainder
 
<
 
0
)

		
{

			
remainder
 
+=
 
3
;

			
value
 
+=
 
1
;

		
}

		
result
 
=
 
remainder
.
ToString
()
 
+
 
result
;

	
}

	
return
 
result
;

}

```

Common Lispben:
```
(
defun
 
negaternary
 
(
i
)

  
(
if
 
(
zerop
 
i
)

      
"0"

      
(
let
 
((
digits
 
""
)

	    
(
rem
 
0
))

	
(
loop
 
while
 
(
not
 
(
zerop
 
i
))
 
do

	     
(
progn

	       
(
multiple-value-setq
 
(
i
 
rem
)
 
(
truncate
 
i
 
-3
))

	       
(
when
 
(
minusp
 
rem
)

	         
(
incf
 
i
)

	         
(
incf
 
rem
 
3
))

	       
(
setf
 
digits
 
(
concatenate
 
'string
 
(
write-to-string
 
rem
)
 
digits
))))

	
digits
)))

```

## Alapműveletek
A következő szakaszokban a számpéldák a negabináris számrendszerből valók. Más negatív alapú számrendszerekben a számítások hasonlóan végezhetők el.

### Összeadás
Két negabináris szám összeadásakor az átvitel kezdetben nulla, és az összeadást a legalacsonyabb helyi értéktől kezdve a magasabb helyi értékek felé haladva végezzük az átvitel figyelembe vételével. Az összeg bitjei és az átvitel az alábbi táblázat szerint számítható:
| Összeg | Bit | Átvitel | Megjegyzés                          |
| ------ | --- | ------- | ----------------------------------- |
| −2     | 0   | 1       | Csak kivonás esetén fordulhat elő   |
| −1     | 1   | 1       |                                     |
| 0      | 0   | 0       |                                     |
| 1      | 1   | 0       |                                     |
| 2      | 0   | −1      |                                     |
| 3      | 1   | −1      | Csak összeadás esetén fordulhat elő |

Példaként adjuk össze az 1010101 (1 + 4 + 16 + 64 = 85) és az 1110100 (4 + 16 − 32 + 64 = 52) számokat:
```
átvitel:             1 −1  0 −1  1 −1  0  0  0
első szám:                 1  0  1  0  1  0  1
második szám:              1  1  1  0  1  0  0 +
                      --------------------------
bitenkénti összegek: 1 −1  2  0  3 −1  2  0  1
bit (eredmény):      1  1  0  0  1  1  0  0  1
átvitel:             0  1 −1  0 −1  1 −1  0  0
```

így az összeg 110011001 (1 − 8 + 16 − 128 + 256 = 137).

#### Alternatív algoritmus
Ha az átvitel átlépi az alap ellentettjét, akkor extra átvitel keletkezik, amit a következő utáni jegynél kell számításba venni:
```
extra átvitel:       1  1  0  1  0  0  0   
átvitel:          1  0  1  1  0  1  0  0  0
első szám:              1  0  1  0  1  0  1
második szám:           1  1  1  0  1  0  0 +
               --------------------------
összeg:           1  1  0  0  1  1  0  0  1
```

### Kivonás
Kivonáskor a kivonandó minden bitjét megszorozzuk mínusz eggyel, és összeadjuk a kisebbítendővel a fenti táblázat szerint.
Példaként vonjunk ki 1101001 (1 − 8 − 32 + 64 = 25)-ből 1110100 (4 + 16 − 32 + 64 = 52)-t:
```
átvitel:            0  1 −1  1  0  0  0
első szám:          1  1  0  1  0  0  1
második szám:      −1 −1 −1  0 −1  0  0 +
                    --------------------
bitenkénti összeg:  0  1 −2  2 −1  0  1
bit (összeg):       0  1  0  0  1  0  1
átvitel:            0  0  1 −1  1  0  0
```

így az eredmény 100101 (1 + 4 −32 = −27).
A szám ellentettjének kiszámítására vonjuk ki a számot nullából.

### Szorzás
A balra való eltolás -2-vel szoroz, a jobbra való eltolás -2-vel oszt.
A szorzás megfelel a kettes számrendszerbeli szorzásnak, de a fenti módszerrel kell a részösszegeket összeadni.
```
első szám:                             1  1  1  0  1  1  0
második szám:                          1  0  1  1  0  1  1 *
                           -------------------------------------
                                       1  1  1  0  1  1  0
                                    1  1  1  0  1  1  0

                              1  1  1  0  1  1  0
                           1  1  1  0  1  1  0

                     1  1  1  0  1  1  0                   +
                        -------------------------------------
átvitel:             0 −1  0 −1 −1 −1 −1 −1  0 −1  0  0
bitenkénti összeg:   1  0  2  1  2  2  2  3  2  0  2  1  0
bit (szorzat):       1  0  0  1  0  0  0  1  0  0  0  1  0
átvitel:                0 −1  0 −1 −1 −1 −1 −1  0 −1  0  0
```

Minden oszlopra az átvitelt hozzáadjuk a bitenkénti összeghez; az eredményt maradékosan osztjuk -2. A hányados az átvitel, és a maradék a szorzat bitje.

## Törtek
A negatív alapú számrendszerekben is ábrázolhatók törtek a pozitív alapokhoz hasonlóan, a tizedesvessző után írt jegyekkel.
A véges tizedestörtté alakításának az a feltétele, hogy a tört nevezője osztója legyen az alap egy hatványának. Minden törtszám ábrázolható végtelen szakaszos tizedestörtként.

### Nem egyértelmű reprezentációk
A pozitív alapoktól eltérően az egészeknek nincs alternatív ábrázolása. Azonban ez nem minden törtre igaz. Például a negaternáris rendszerben az 1/4 kétféle reprezentációja:
{\displaystyle 0,(02)\ldots _{(-3)}={\frac {1}{4}}=1,(20)\ldots _{(-3)}}.
Az efféle nem egyértelmű reprezentációk abból adódnak, hogy tekintjük a legnagyobb 0 egészrészű és a legkisebb 1 egészrészű reprezentációkat, és belátjuk, hogy egyenlőek. A nem egyértelműen reprezentálható törtek alakja:
{\displaystyle {\frac {ar+1}{b(r+1)}}}.

## Komplex bázisok
Ahogy a negatív alapú számrendszerek lehetővé teszik a valós számok előjel nélküli reprezentációját, úgy az alkalmas komplex számok közül egyet kiválasztva ábrázolhatók a Gauss-egészek. Donald Knuth 1955-ben javasolta a 2i alapú számrendszert.
Az imaginárius alapú számrendszerek hasonlóak a negatív alapú számrendszerekhez, mivel egy ilyen bázisban ábrázolt számnál könnyen elkülöníthető a valós és a képzetes rész. Az INTERCAL-72 jelölésével:
x(2i) + (2i)y(2i) = x(2i) ¢ y(2i).